# قرن آسیا

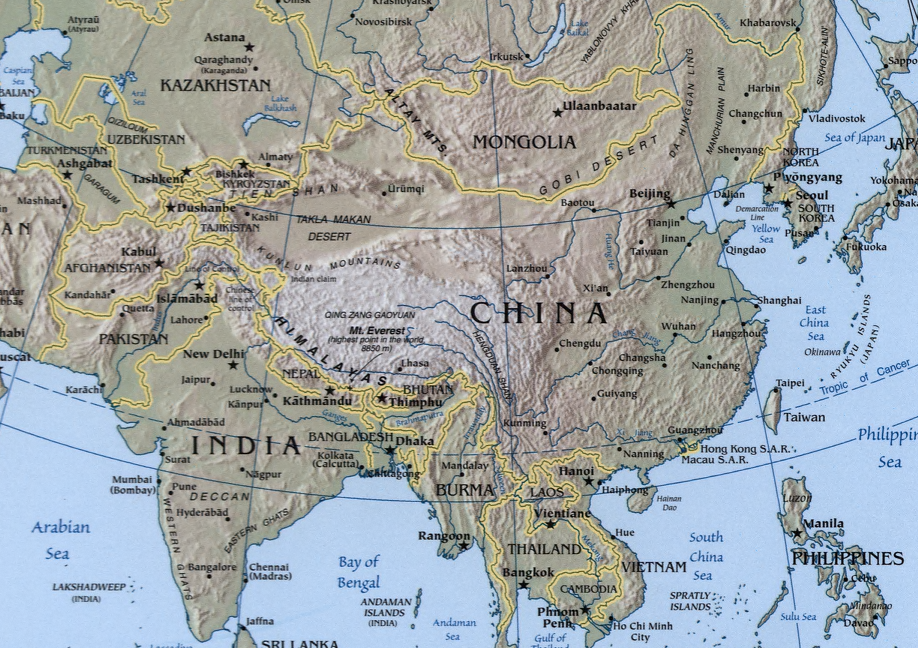
چین و هند بزرگ‌ترین جمعیت‌های جهان را دارند و انتظار می‌رود از نظر اقتصادی به سرعت رشد کنند.

قرن آسیا یا قرن آسیایی (به انگلیسی:Asian Century) اشاره به تسلط پیش‌بینی‌شده فرهنگ و قدرت سیاسی آسیا در اقتصاد جهانی دارد. این تسلط با فرض اینکه روندهای جمعیتی و اقتصادی خاصی ادامه داشته باشند ممکن خواهد بود. مفهوم قرن آسیایی به موازات توصیف قرن نوزدهم به عنوان قرن امپراتوری بریتانیا و قرن بیستم به عنوان قرن آمریکا است.
یک مطالعه در سال ۲۰۱۱ توسط بانک توسعه آسیایی نشان داد که ۳ میلیارد آسیایی (بنابراین ۵۶٫۶٪ از ۵٫۳ میلیارد جمعیت کل آسیا تا سال ۲۰۵۰) می‌توانند از استانداردهای زندگی مشابه با اروپاییان امروزی برخوردار باشند و این منطقه می‌تواند بیش از نیمی از تولید کل جمعیت جهان را تشکیل دهد.
اهمیت و تأکید روزافزون بر وحدت و اتحاد در آسیا، و همچنین روابط رو به رشد و مترقی میان کشورهای این منطقه، ایجاد یک «قرن بیست و یکم آسیایی» را تقویت می‌کند.

## خاستگاه این مفهوم
در سال ۱۹۲۴ میلادی، کارل هاوسهفر از اصطلاح «عصر اقیانوس آرام» استفاده نمود. عبارت قرن آسیا در اواسط تا اواخر دهه ۱۹۸۰ میلادی به وجود آمد و به ملاقات سال ۱۹۸۸ میلادی دنگ شیائوپینگ رهبر عالی‌مقام چین و نخست‌وزیر هند راجیو گاندی نسبت داده می‌شود. در آن ملاقات دنگ اظهار داشت: «در سال‌های اخیر مردم می‌گویند که قرن آینده گویی مطمعنا قرن آسیا و اقیانوسیه خواهد بود. من با این دیدگاه مخالفم.» پیش از این رویداد، اصطلاح قرن آسیا در جلسه کمیته روابط خارجی سنای ایالات متحده و در سال ۱۹۸۵ میلادی ظاهر شد. اکنون این اصطلاح مرتباً توسط رهبران سیاسی آسیا استفاده می‌شود و اکنون یک اصطلاح رایج در رسانه‌های جمعی می‌باشد.

## انتقادات به این مفهوم
با وجود پیش‌بینی‌هایی که قدرت اقتصادی و سیاسی فزاینده آسیا را پیش‌بینی می‌کند، مفهوم قرن آسیایی با انتقاداتی مواجه شده‌است. این احتمال که تداوم نرخ بالای رشد می‌تواند منجر به انقلاب، رکود اقتصادی و مشکلات زیست‌محیطی، به ویژه در سرزمین اصلی چین شود، از انتقادات اصلی مطرح شده‌است.